# Mayhem (Marvel Comics)
Mayhem, alter-ego de Brigid O'Reilly é uma personagem fictícia que aparece nas revistas em quadrinhos americanas publicadas pela Marvel Comics. A personagem foi criada por Bill Mantlo e Rick Leonardi, e a sua primeira aparição foi em Manto e Adaga #1 (Outubro de 1983). Uma detetive da polícia que perseguiu e depois se aliou a Manto e Adaga,  O'Reilly eventualmente se tornou a vigilante impiedosa conhecida como Mayhem. 
Emma Lahana interpreta a personagem na série de televisão Marvel's Cloak & Dagger.

## Publicação
A personagem da detetive Brigid O'Reilly apareceu pela primeira vez em Manto e Adaga #1 (Outubro de 1983), e foi criada por Bill Mantlo e Rick Leonardi. Subsequentemente apareceu nas edições #2-4 (Novembro 1983-Janeiro 1984) da mesma série, e nas edições # 1-5 (Julho 1985-Marrço 1986) da segunda série de Manto e Adaga.
Em Manto e Adaga Vol. 2 #5 (Março de 1986), O'Reilly sofreu uma transformação drástica e ficou conhecida como Mayhem. A personagem posteriormente apareceu, como Mayhem, em Manto e Adaga # 6-9 (Maio-Novembro de 1986), Strange Tales #13-15 (Abril-Junho de 1988), #19 (Outubro de 1988), As Desventuras Mutantes do Manto e Adaga #1-2 (Outubro, Dezembro de 1988), #5-6 (Junho, Agosto de 1989), #8 (Novembro de 1989), # 10-18 (Fevereiro de 1990-Junho de 1991) e Web of Spider-Man Annual #9 (1993) e #10 (1994).
Mayhem recebeu uma entrada no Official Handbook of the Marvel Universe Deluxe Edition #8. No entanto, algumas das paletas de cores foram invertidas nessa edição, e essas páginas, incluindo Mayhem, foram impressas corretamente na edição #9.

## Biografia ficcional do personagem

O'Reilly em Manto e Adaga #1.

Brigid O'Reilly era detetive da polícia em Nova York, quando soube que Manto e Adaga estavam atacando criminosos em seu recinto. No começo, ela queria levar os dois à justiça, mas, eventualmente, aprendeu a confiar nos jovens combatentes do crime.
Mais tarde, ela levou um esquadrão de policiais para investigar um depósito pertencente à mesma empresa farmacêutica que foi responsável por dar a Manto e Adaga seus poderes. Alguns policiais corruptos, liderados por Roger Falcone, expuseram os outros policiais a um gás para asfixiá-los. Com o último suspiro, O'Reilly jurou vingança em Falcone. Enquanto O'Reilly estava morrendo, Manto e Adaga a encontraram, e embora estivessem muito atrasados para salvar a detetive, Manto cercou ela e Adaga com sua escuridão, enquanto Adaga tentava reanimá-la com sua luz. Quando isso pareceu não funcionar, a dupla abandonou o corpo para procurar os responsáveis.
Embora O'Reilly tenha morrido, ela renasceu como Mayhem e ajudou Manto e Adaga a encontrar e combater a polícia corrupta, e ela matou Falcone como prometido. Ela se tornou uma vigilante, não mostrando misericórdia para os traficantes e outros criminosos que ela persegue.
O'Reilly foi considerada como uma "recruta em potencial" para o programa da Iniciativa, de acordo com Guerra Civil Relatório de Danos da Batalha.

## Outras versões
No universo Ultimate Marvel, Brigid O'Reilly é uma oficial do Departamento de Polícia de Nova York que está caçando os criminosos adolescentes Styx e Stone em um esforço para rastrear a gangue Serpent Skulls. Seu parceiro, Terry Schreck, fica gravemente ferido e logo morre no hospital. Mais tarde, ela fala com seu informante, Bart Rozum, antes de saber que o corpo de Terry havia desaparecido do necrotério.

## Em outras mídias
Universo Cinematográfico Marvel:
- Brigid O'Reilly aparece em Marvel's Cloak & Dagger, interpretada por Emma Lahana.[1] O'Reilly trabalhou anteriormente no Harlem antes de se mudar para Nova Orleães.[13]
- A mudança de O'Reilly para Nova Orleães é mencionada por seus ex-colegas de trabalho de Nova York na segunda temporada de Luke Cage.[14]